# Revivre (périodique)
Pour les articles homonymes, voir Revivre.

Revivre, le grand magazine illustré de la race, est un ancien périodique antisémite français entre mars 1943 et le 20 juillet 1944, totalisant 29 numéros, sans compter des suppléments. 
Il faisait suite au Cahier jaune. Il est publié deux fois par mois à partir de mai 1943.
Son sous-titres est, jusqu'au 5 août 1943 inclus, Le Cahier jaune, le grand magazine illustré de la race.
Signalé comme siégeant à Paris et à Vichy, il est dirigé par André Chaumet et paraissant avec l'accord du régime de Vichy. Cette revue collaborationniste et antisémite était publiée par l’Institut d'étude des questions juives et ethno-raciale (IEQJER) et sous la dépendance de l'Union française pour la défense de la race (UDFR).
Issu dans un format magazine, il comporte un grand nombre de reproductions photographiques.